# Macrolycus nagaii
Macrolycus nagaii là một loài bọ cánh cứng trong họ Lycidae. Loài này được Nakane miêu tả khoa học năm 1994.